# Tequinaumata
Tequinaumata (Tequino Mata, Tekinomata) ist ein osttimoresischer Suco im Verwaltungsamt Laga (Gemeinde Baucau).

## Geographie

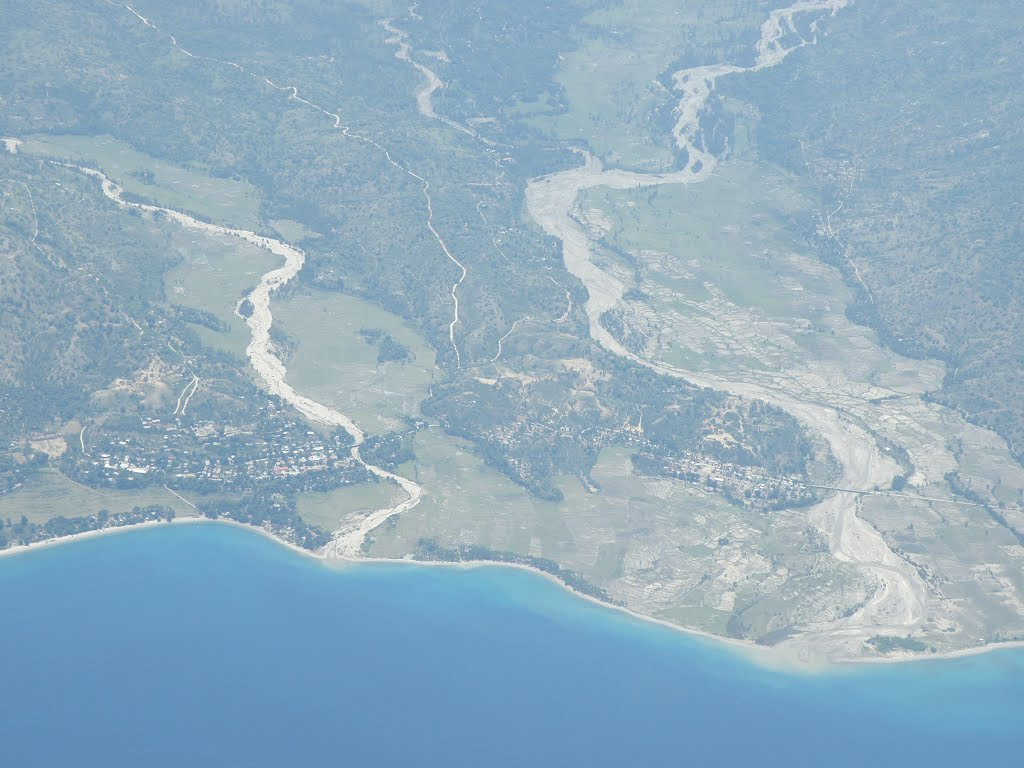
Links der Ort Laga, rechts davon die Flüsse Lequinamo und Uaimuhi. Zwischen den Flüssen liegt der Ort Tequinaumata

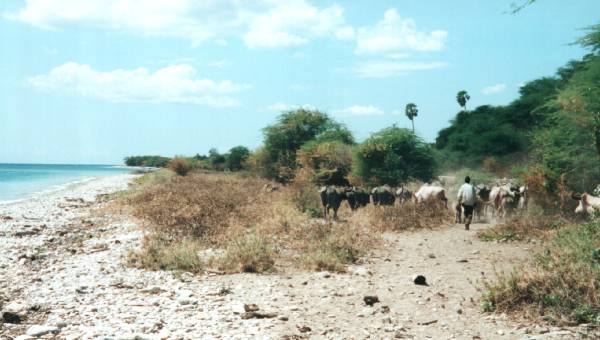
Rinderherde bei Mulia

Tequinaumata liegt im Westen des Verwaltungsamts Laga, an der Küste der Straße von Wetar. Nordöstlich liegt der Suco Soba, östlich der Suco Libagua und südöstlich die Sucos Sagadate und Atelari. Im Westen grenzt Tequinaumata an das Verwaltungsamt Baucau mit seinem Suco Seiçal, im Süden an das Verwaltungsamt Quelicai mit seinen Sucos Guruça, Afaçá und Namanei und im Südosten an das Verwaltungsamt Baguia mit seinem Suco Lavateri. Die Westgrenze zu Seiçal bildet der Fluss Borauai, der einen Zufluss aus dem Tequinaumata erhält. Die Nordostgrenze zu Soba und zum Teil zu Libagua bildet der Fluss Lequinamo. Auch hier gibt es einen weiteren Zufluss aus Tequinaumata. Durch den Westen des Sucos fließt der Fluss Lianau, durch das Zentrum der Uaimuhi, in den im Suco der Bibilio und ein weiterer Fluss von Süden her münden. Entlang der Küste führt die nördliche Küstenstraße, eine der wichtigsten Verkehrswege des Landes. Fünf Brücken führen sie im Suco über die Flüsse. Tequinaumata hat eine Fläche von 34,57 km² und teilt sich in die vier Aldeias Bulubai, Caicasalari, Iti-Daho und Samaguia.
Der Ort Tequinaumata liegt nah der Küste des Sucos, zwischen den Mündungen der Flüsse Uaimuhi und Lequinamo auf einer Meereshöhe von 15 m. Es besteht aus den Ortsteilen Caicasalari (Caicassa Lari, Kaikasalari), Samaguia, Telibudae und Bulubai (Bolobai). Tequinaumata verfügt über eine Grundschule.
Zwischen den Mündungen von Borauai und Lianau liegt das Siedlungszentrum Mulia mit den Ortsteilen Gugulai, Karanau (Caranau), Saebere, Sialimo und Waiaca. Hier befindet sich die Grundschule Escola Primaria Waiaca. Von Mulia aus führt eine Überlandstraße ins Inselinnere nach Quelicai. Zwischen Lianau und Uaimuhi liegen die Dörfer Racolo und Larigua. Am Westufer des Bibilio befindet sich das Dorf Couguira. Zwischen den Mündungen von Uaimuhi und Lequinamo liegt das Siedlungszentrum Tequinaumata. Weiter südlich liegen die Dörfer Uarintana (Uarinana) und Aclemilari (Aelemilari). Neben Mulia und Tequinaumata gibt es Grundschulen in Uarintana und Couguira. Auch eine präsekundäre Schule gibt es im Suco.

## Einwohner
In Tequinaumata leben 3.248 Einwohner (2022), davon sind 1.606 Männer und 1.642 Frauen. Im Suco gibt es 568 Haushalte. Etwa 95 % der Einwohner geben Makasae als ihre Muttersprache an. Die restliche Bevölkerung spricht Tetum Prasa.

## Geschichte
Zwischen 1979 und 1981 wurden 205 Familien der Orte Quelicai, Quelicai (Afaçá), Afaçá, Guruça, Abafala, Uaitame und Bualale durch die indonesische Besatzungsmacht, über das Lager in Quelicai, in die neu errichtete Siedlung Mulia zwangsumgesiedelt. Man befürchtete, die alten Dörfer, die nah an den Wäldern lagen, könnten die FALINTIL unterstützen. Die Wohnhäuser dort wurden nach der Räumung niedergebrannt, die Felder zerstört und das Vieh getötet. Mehrere Bewohner wurden verletzt. Unter schwerer Bewachung wurden die Einwohner auf Lastwagen nach Mulia gebracht. Nach dem Abzug der Indonesier 1999 kam es zum Streit zwischen der angestammten Bevölkerung und den Menschen aus Uaitame um Reisanbauflächen. Eine administrative Lösung des Problems blieb aus.

## Politik
Bei den Wahlen von 2004/2005 wurde Abílio D. Ximenes zum Chefe de Suco gewählt. Bei den Wahlen 2009 gewann Julião Ximenes, 2016 Cipriano Arlindo Ximenes. und 2023 Abilio Diamantino Ximenes.
2023 wurden zum Chefe de Aldeias gewählt: Nazario Piedade Belo (Bulubai), Acacio da Costa Ximenes (Caicasalari), Julio Vital Ximenes (Iti-Daho) und Abel Diamantino Ximenes (Samaguia).

## Wirtschaft
Tequinaumata ist das Anbauzentrum von Reis im Verwaltungsamt. 33 % der Haushalte bauen Reis an.